# Rudolf Emanuel Frisching

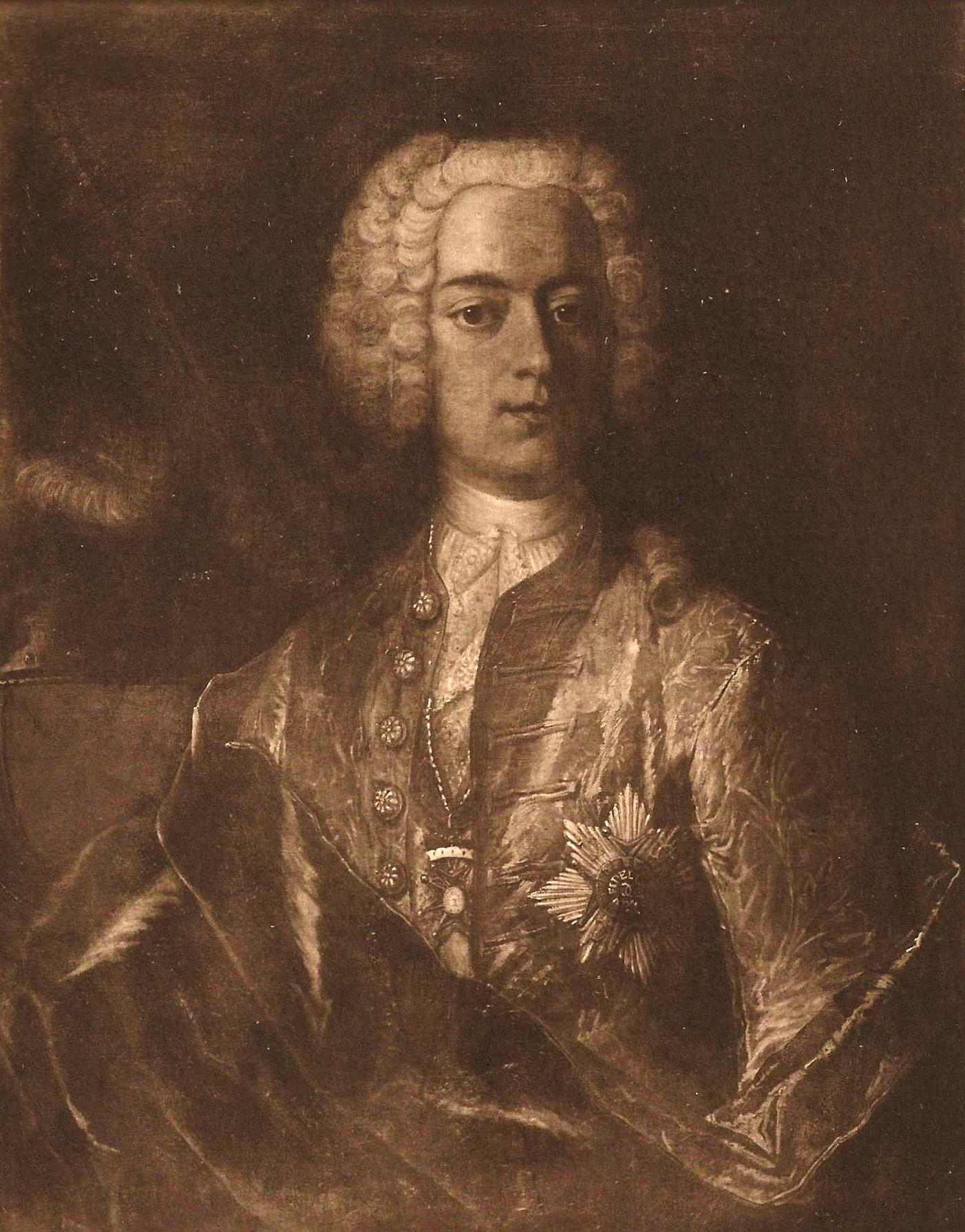
Rudolf Emanuel Frisching, Bildnis von Johann Rudolf Huber (1722)

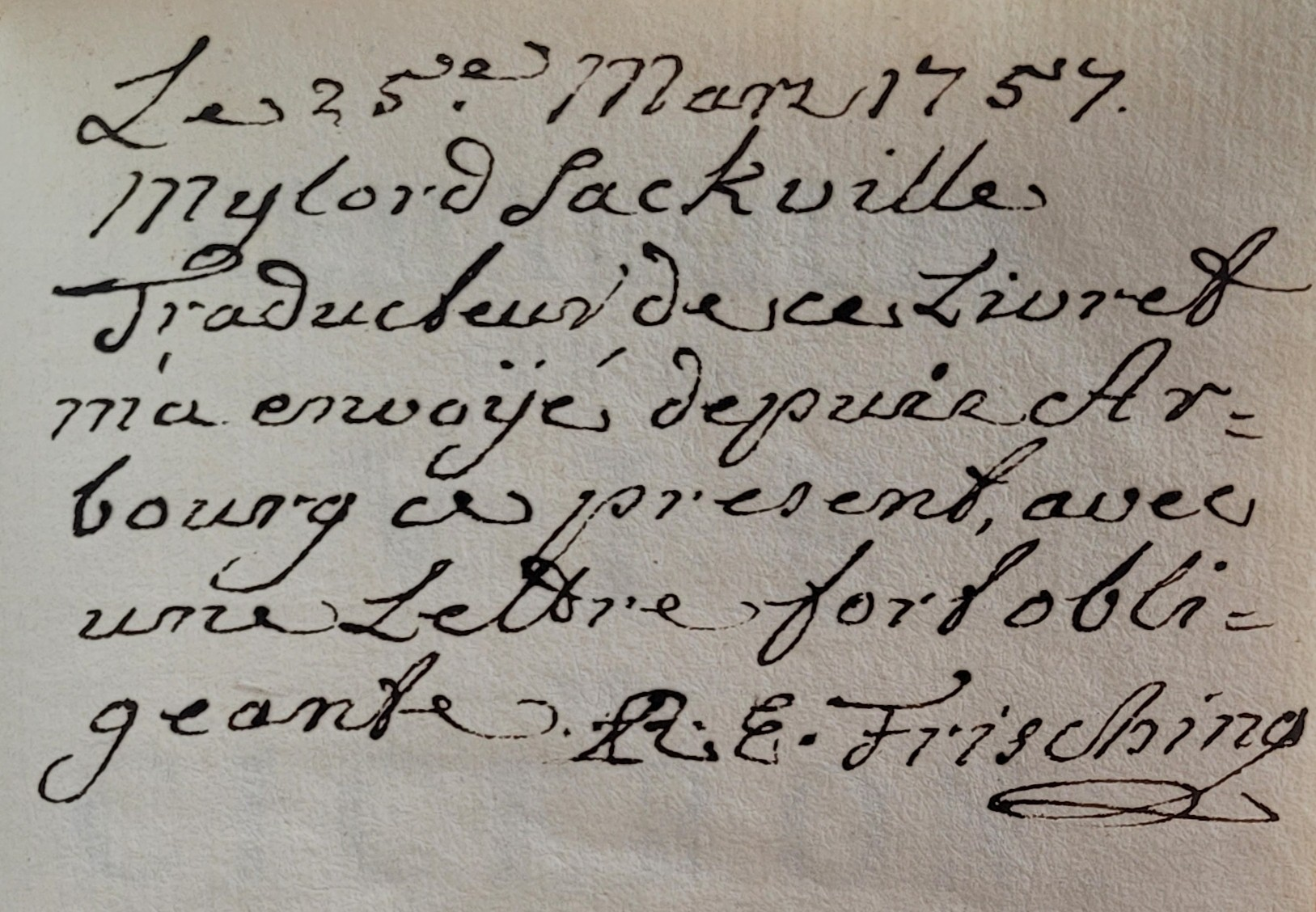
Autograph Rudolf Emanuel Frisching, auf dem Vorsatz eines Buchs aus seiner Bibliothek (1757)

Rudolf Emanuel Frisching (* 21. Juli 1698 in Bern; † 14. Februar 1780 ebenda) war ein Offizier und Magistrat aus der Berner Patrizierfamilie Frisching.
Rudolf Emanuel Frisching war der Sohn des früh verstorbenen Samuel Frisching und der Armanda May. 1700 erbte er von seinem Vater das Schloss Rümligen und das Frischinghaus in Bern, 1736 kaufte er das Morillongut. Er verheiratete sich 1727 mit Anna Margaretha von Wattenwyl (1708–1769). Er gelangte 1735 in den bernischen Grossen Rat und wurde 1750 Landvogt zu Köniz. 1754 wurde er in den Kleinen Rat gewählt und 1756 war er Venner zu Metzgern. Seine einzige Tochter Margarethe Frisching heiratete 1746 Johann Rudolf Frisching, aus dem Familienzweig von Schlosswil. Frisching war Ritter des markgräflich-badischen Treueordens. Mit Rudolf Emanuel Frisching erlosch 1780 der jüngere Familienzweig der Frisching (von Rümligen) im Mannsstamm.
Frisching pflegte Freundschaft mit John Burnaby, dem englischen Ministerresidenten in Bern. Austausch pflegte er auch mit Lord John Philip Sackville (1713–1765), einem desertierten englischen Offizier, Politiker und Cricketspieler. Sackville liess Frisching ein Exemplar seiner 1757 in Zürich erschienenen französischen Übersetzung  Remarques sur la vie de Ciceron zukommen.